# Hero Bay
Die Hero Bay (in Chile Bahía Blythe) ist eine große Bucht an der Nordküste der Livingston-Insel im Archipel der Südlichen Shetlandinseln. Sie liegt zwischen Kap Shirreff an der Nordspitze der Johannes-Paul-II.-Halbinsel und dem Williams Point am nordöstlichen Ende der Insel.
Der Name Blythe Bay, eigentlich seit 1822 einer kleinen Bucht an der Südostküste von Desolation Island zugedacht, wurde 1930 irrtümlich auf die hier beschriebene Bucht übertragen. Diese Benennung blieb nur in Chile erhalten. Namensgeber der neuerlichen Benennung ist die Sloop Hero, mit der Nathaniel Palmer zwischen 1820 und 1821 die Südlichen Shetlandinseln besuchte.